# Marko Livaja
Marko Livaja (ur. 26 sierpnia 1993 w Splicie) – chorwacki napastnik występujący w chorwackim klubie Hajduk Split oraz w reprezentacji Chorwacji.

## Kariera klubowa
Karierę swą rozpoczął w grających w niższych ligach rozgrywkowych Chorwacji: GOŠK Kaštel Gomilica i NK Omladinac Vranjic. Latem 2008 trenował z Dinamem Zagrzeb, by jeszcze przed zarejestrowaniem wrócić do rodzinnego Splitu. W 2010 r. awansował do pierwszego składu Hajduka Split. W lecie 2011 zakupiony przez Inter Mediolan za ok. 185.580 € po czym Nerrazzurri wypożyczyli go do szwajcarskiego FC Lugano. W celu obejścia ograniczeń dotyczących liczby sprowadzonych obcokrajowców z państw nieunijnych na początku dołączył do Ceseny. W styczniu 2012 powrócił do Mediolanu w ramach transferu Japończyka Yuto Nagatomo do Interu. Razem z Primaverą Interu wygrał rozgrywki NextGen Series. Powołany do pierwszego zespołu na mecz z Genoą (1 IV 2012 r.), a zadebiutował w nim 26 sierpnia 2012 w dniu swych 19 urodzin w spotkaniu z Pescarą. Pierwszego gola dla Internazionale strzelił w meczu z Rubinem Kazań (20 VIII 2012) w Lidze Europy. W rozgrywkach Ligi Europy 2012/13 strzelił ogółem 4 bramki. 31 stycznia 2013 stał się zawodnikiem Atalanty BC przechodząc do niej w ramach wymiany za Ezequiela Schelotto. W nowych barwach zadebiutował 10 lutego 2013 w spotkaniu z Catanią (0:0). Pierwsze bramki (2) dla Atalanty strzelił w meczu Serie A z Romą (3:2) rozegranym 24 lutego 2013 r. W kwietniu został przejściowo odsunięty od zespołu z powodu konfliktu z trenerem Colantuono.
W 2014 roku przeszedł do klubu Rubin Kazań. W 2015 wypożyczono go do Empoli FC. Po niezbyt udanych dwóch sezonach w poprzednich klubach, gdzie Livaja zdobył zaledwie jedną bramkę w 29. meczach, w lipcu 2016 roku dołączył do drużyny UD Las Palmas. Już po jednym sezonie trafił na wypożyczenie do drużny AEK Ateny. W Atenach wywalczył tytuł mistrzowski. 22 marca 2018 roku AEK uaktywnił klauzulę wykupu w wysokości 1,8 miliona Euro i podpisał z nim kontrakt do końca sezonu 2020/2021.

## Kariera reprezentacyjna
Występował w młodzieżowych reprezentacjach Chorwacji U-15, U-16, U-17, U-18, U-19, U-20 i U-21.

## Sukcesy
- król strzelców ligi chorwackiej (1): 2024/2025